# Myiopharus nana
Myiopharus nana är en tvåvingeart som först beskrevs av Townsend 1934.  Myiopharus nana ingår i släktet Myiopharus och familjen parasitflugor. Inga underarter finns listade i Catalogue of Life.